# Coolio
Artis Leon Ivey Jr. (Monessen, 1. kolovoza 1963. – Los Angeles, 28. rujna 2022.) bolje poznat pod umjetničkim imenom Coolio, bio je američki reper i glumac.

## Umjetnički rad
Njegovi najpoznatiji hitovi su Gangsta's Paradise, I'll See You When U Get There i pjesma Gangsta Walk koju pjeva zajedno sa Snoop Doggom. Gangsta's Paradise je pjesma koja je bila izbrana za film Dangerous Minds, te je kasnije snimljen i spot s Michelle Pfeiffer koja glumi u tom filmu. Zanimljivost je da je Coolio glumio u hrvatskom filmu "Ta divna splitska noć" s Dinom Dvornikom.

## Osobni život i smrt
Coolio je imao šestero djece. Oženio se Josefom Salinas 1996., a razveli su se 2000.
Dok je bio u prijateljevoj kući 28. rujna 2022., Coolio je pronađen kako ne reagira na podu kupaonice. Prve hitne službe su ga po dolasku odmah proglasile mrtvim. Policija je otvorila istragu o njegovoj smrti, a njegov menadžer je izjavio da mu se čini kako je pretrpio zastoj srca.

## Diskografija
- It Takes a Thief (1994.)
- Gangsta's Paradise (1995.)
- My Soul (1997.)
- Coolio.com (2001.)
- El Cool Magnifico (2002.)
- The Return of the Gangsta (2006.)
- Steal Hear (2008.)
- From The Bottom 2 The Top (2009.)[5]

## Nepotpuna filmografija
- Batman & Robin (1997.)
- Shriek If You Know What I Did Last Friday the Thirteenth (2000.)
- Daredevil (2003.) (izbačene scene, prikazane u redateljskoj inačici filma iz 2004. godine)
- Dracula 3000 (2004.)
- "Ta divna splitska noć" kao Franky (2004.)